# Campionato mondiale di hockey su ghiaccio - Seconda Divisione 2009
Il Campionato mondiale di hockey su ghiaccio - Seconda Divisione 2009 è stato un torneo di hockey su ghiaccio organizzato dall'International Ice Hockey Federation. Il torneo si è disputato fra il 6 e il 13 aprile 2009. Le dodici squadre partecipanti sono state divise in due gironi da sei ciascuno. Il torneo del Gruppo A si è svolto nella città di Novi Sad, in Serbia. Le partite del Gruppo B invece si sono disputate a Sofia, in Bulgaria. La Serbia ha vinto il Gruppo A mentre la Corea del Sud il Gruppo B, garantendosi così la partecipazione al Campionato mondiale di hockey su ghiaccio - Prima Divisione 2010. Al contrario la Corea del Nord e il Sudafrica, giunte all'ultimo posto dei rispettivi gironi, sono state retrocesse per il 2010 in Terza Divisione. La Nuova Zelanda e la Turchia, vincitrici dei due gironi della Terza Divisione, sostituiscono nel 2010 la Corea del Nord e il Sudafrica.

## Partecipanti

### Gruppo A
| Nazionale      | Qualificazione                                                |
| -------------- | ------------------------------------------------------------- |
| Estonia        | Sesta e retrocessa dalla Prima Divisione - Gruppo B del 2008. |
| Cina           | Seconda nella Seconda Divisione - Gruppo B del 2008.          |
| Serbia         | Ospitante, terza nella Seconda Divisione - Gruppo A del 2008. |
| Israele        | Quarta nella Seconda Divisione - Gruppo A del 2008.           |
| Islanda        | Quinta nella Seconda Divisione - Gruppo B del 2008.           |
| Corea del Nord | Prima e promossa dalla Terza Divisione del 2008.              |

### Gruppo B
| Nazionale     | Qualificazione                                                 |
| ------------- | -------------------------------------------------------------- |
| Corea del Sud | Sesta e retrocessa dalla Prima Divisione - Gruppo A del 2008.  |
| Belgio        | Secondo nella Seconda Divisione - Gruppo A del 2008.           |
| Spagna        | Terza nella Seconda Divisione - Gruppo B del 2008.             |
| Messico       | Quarto nella Seconda Divisione - Gruppo B del 2008.            |
| Bulgaria      | Ospitante, quinta nella Seconda Divisione - Gruppo A del 2008. |
| Turchia       | Prima e promossa dalla Terza Divisione del 2008.               |

## Gruppo A

### Incontri
| Novi Sad 7 aprile 2009, ore 13:30 | Cina | 3 – 2 (d.t.s.) (1-1; 0-0; 1-1) referto | Islanda | Novi Sad Arena (100 spett.) |

| Novi Sad 7 aprile 2009, ore 17:00 | Corea del Nord | 1 – 2 (1-1; 0-1; 0-0) referto | Israele | Novi Sad Arena (40 spett.) |

| Novi Sad 7 aprile 2009, ore 20:30 | Serbia         | 4 – 4 (d.t.s.) (1-0; 1-3; 2-1; 0-0) referto | Estonia | Novi Sad Arena (1.000 spett.) |
| Shootout 1 – 0                    |                |                                             |         |                               |
|                                   |                |                                             |         |                               |
|                                   | Shootout 1 – 0 |                                             |         |                               |

| Novi Sad 8 aprile 2009, ore 13:30 | Islanda | 3 – 2 (1-2; 1-0; 1-0) referto | Corea del Nord | Novi Sad Arena (20 spett.) |

| Novi Sad 8 aprile 2009, ore 17:00 | Estonia | 16 – 2 (6-1; 7-1; 3-0) referto | Israele | Novi Sad Arena (100 spett.) |

| Novi Sad 8 aprile 2009, ore 20:30 | Cina | 3 – 5 (2-1; 1-3; 0-1) referto | Serbia | Novi Sad Arena (450 spett.) |

| Novi Sad 10 aprile 2009, ore 13:30 | Cina | 7 – 5 (2-1; 4-1; 1-3) referto | Corea del Nord | Novi Sad Arena |

| Novi Sad 10 aprile 2009, ore 17:00 | Estonia | 16 – 1 (4-1; 5-0; 7-0) referto | Islanda | Novi Sad Arena (25 spett.) |

| Novi Sad 10 aprile 2009, ore 20:30 | Serbia | 12 – 1 (4-0; 5-0; 3-1) referto | Islanda | Novi Sad Arena (1.000 spett.) |

| Novi Sad 11 aprile 2009, ore 13:30 | Corea del Nord | 1 – 16 (1-5; 0-5; 0-6) referto | Estonia | Novi Sad Arena |

| Novi Sad 11 aprile 2009, ore 17:00 | Israele | 1 – 5 (1-0; 0-3; 0-2) referto | Cina | Novi Sad Arena (100 spett.) |

| Novi Sad 11 aprile 2009, ore 20:30 | Islanda | 1 – 6 (0-3; 1-1; 0-2) referto | Serbia | Novi Sad Arena (730 spett.) |

| Novi Sad 13 aprile 2009, ore 13:30 | Estonia | 16 – 3 (2-0; 9-1; 5-2) referto | Cina | Novi Sad Arena (100 spett.) |

| Novi Sad 13 aprile 2009, ore 17:00 | Israele | 3 – 4 (0-2; 1-1; 2-1) referto | Islanda | Novi Sad Arena (20 spett.) |

| Novi Sad 13 aprile 2009, ore 20:30 | Serbia | 12 – 2 (8-0; 2-2; 2-0) referto | Corea del Nord | Novi Sad Arena (1.300 spett.) |

### Classifica
| Pos. |                | PG | V | VOT | POT | P | GF | GS | DR  | Pt |
| 1.   | Serbia         | 5  | 4 | 1   | 0   | 0 | 40 | 11 | +29 | 14 |
| 2.   | Estonia        | 5  | 4 | 0   | 1   | 0 | 68 | 12 | +56 | 13 |
| 3.   | Cina           | 5  | 2 | 1   | 0   | 2 | 21 | 29 | -8  | 8  |
| 4.   | Islanda        | 5  | 2 | 0   | 1   | 2 | 11 | 30 | -19 | 7  |
| 5.   | Israele        | 5  | 1 | 0   | 0   | 4 | 9  | 38 | -29 | 3  |
| 6.   | Corea del Nord | 5  | 0 | 0   | 0   | 5 | 11 | 40 | -29 | 0  |

### Riconoscimenti individuali
- Miglior portiere: Milan Lukovic -  Serbia
- Miglior difensore: Dmitri Suur -  Estonia
- Miglior attaccante: Aleksandr Petrov -  Estonia

### Classifica marcatori
| Giocatore            | PG | G | A  | Pt | +/- | MP |
| -------------------- | -- | - | -- | -- | --- | -- |
| Aleksandr Petrov     | 5  | 9 | 10 | 19 | +15 | 8  |
| Aleksei Sibirtsev    | 5  | 5 | 12 | 17 | +15 | 0  |
| Maksim Ivanov        | 5  | 5 | 10 | 15 | +15 | 0  |
| Marko Kovacevic      | 5  | 8 | 6  | 14 | +13 | 0  |
| Vassili Titarenko    | 5  | 9 | 4  | 13 | +10 | 6  |
| Olle Sildre          | 5  | 5 | 8  | 13 | +12 | 6  |
| Dmitri Suur          | 5  | 3 | 10 | 13 | +21 | 14 |
| Frederick Perowne    | 5  | 5 | 7  | 12 | +12 | 0  |
| Marc Fournier        | 5  | 4 | 8  | 12 | +15 | 8  |
| Aleksandr Kutsnetsov | 5  | 5 | 6  | 11 | +7  | 2  |

Fonte: IIHF.com

### Classifica portieri
| Giocatore            | Min    | TC  | GS | SO | MGS  | Sv%   |
| -------------------- | ------ | --- | -- | -- | ---- | ----- |
| Dennis Hedstrom      | 244:30 | 161 | 14 | 0  | 3.44 | 91.30 |
| Villem-Enrik Koitmaa | 212:25 | 67  | 7  | 0  | 1.98 | 89.55 |
| Milan Lukovic        | 305:00 | 101 | 11 | 0  | 2.16 | 89.11 |
| Avihu Sorotzki       | 220:00 | 168 | 21 | 0  | 5.73 | 87.50 |
| Ming Xie             | 275:11 | 169 | 22 | 0  | 4.80 | 86.98 |

Fonte: IIHF.com

## Gruppo B

### Incontri
| Sofia 6 aprile 2009, ore 12:00 | Spagna | 4 – 6 (0-2; 1-1; 3-3) referto | Corea del Sud | Winter Sports Palace (125 spett.) |

| Sofia 6 aprile 2009, ore 15:30 | Sudafrica | 2 – 4 (0-2; 1-0; 1-2) referto | Messico | Winter Sports Palace (115 spett.) |

| Sofia 6 aprile 2009, ore 19:00 | Belgio | 6 – 3 (3-2; 3-1; 0-0) referto | Bulgaria | Winter Sports Palace (950 spett.) |

| Sofia 7 aprile 2009, ore 12:00 | Corea del Sud | 8 – 2 (1-0; 2-0; 5-2) referto | Messico | Winter Sports Palace (125 spett.) |

| Sofia 7 aprile 2009, ore 15:30 | Belgio | 3 – 1 (1-0; 2-0; 0-1) referto | Spagna | Winter Sports Palace (189 spett.) |

| Sofia 7 aprile 2009, ore 19:00 | Bulgaria | 12 – 3 (2-0; 4-3; 6-1) referto | Sudafrica | Winter Sports Palace (720 spett.) |

| Sofia 9 aprile 2009, ore 12:00 | Belgio | 11 – 1 (5-0; 2-1; 4-0) referto | Sudafrica | Winter Sports Palace (65 spett.) |

| Sofia 9 aprile 2009, ore 15:30 | Spagna | 4 – 1 (2-0; 1-0; 1-1) referto | Messico | Winter Sports Palace (152 spett.) |

| Sofia 9 aprile 2009, ore 19:00 | Corea del Sud | 14 – 2 (3-1; 4-0; 7-1) referto | Bulgaria | Winter Sports Palace (1.055 spett.) |

| Sofia 10 aprile 2009, ore 12:00 | Messico | 1 – 9 (0-2; 1-5; 0-2) referto | Belgio | Winter Sports Palace (112 spett.) |

| Sofia 10 aprile 2009, ore 15:30 | Sudafrica | 0 – 15 (0-7; 0-4; 0-4) referto | Corea del Sud | Winter Sports Palace (123 spett.) |

| Sofia 10 aprile 2009, ore 19:00 | Bulgaria | 3 – 7 (1-1; 1-2; 1-4) referto | Spagna | Winter Sports Palace (827 spett.) |

| Sofia 12 aprile 2009, ore 12:00 | Spagna | 12 – 2 (4-1; 3-0; 5-1) referto | Sudafrica | Winter Sports Palace (75 spett.) |

| Sofia 12 aprile 2009, ore 15:30 | Corea del Sud | 5 – 2 (2-1; 1-0; 2-1) referto | Belgio | Winter Sports Palace (425 spett.) |

| Sofia 12 aprile 2009, ore 19:00 | Messico | 3 – 10 (1-1; 0-3; 1-6) referto | Bulgaria | Winter Sports Palace (1.380 spett.) |

### Classifica
| Pos. |               | PG | V | VOT | POT | P | GF | GS | DR  | Pt |
| 1.   | Corea del Sud | 5  | 5 | 0   | 0   | 0 | 48 | 10 | +38 | 15 |
| 2.   | Belgio        | 5  | 4 | 0   | 0   | 1 | 31 | 11 | +20 | 12 |
| 3.   | Spagna        | 5  | 3 | 0   | 0   | 2 | 28 | 15 | +13 | 9  |
| 4.   | Bulgaria      | 5  | 2 | 0   | 0   | 3 | 30 | 33 | -3  | 6  |
| 5.   | Messico       | 5  | 1 | 0   | 0   | 4 | 11 | 33 | -22 | 3  |
| 6.   | Sudafrica     | 5  | 0 | 0   | 0   | 5 | 8  | 54 | -46 | 0  |

### Riconoscimenti individuali
- Miglior portiere: Ho Seung Son -  Corea del Sud
- Miglior difensore: Eduardo Paz -  Spagna
- Miglior attaccante: Tae-An Kwon -  Corea del Sud

### Classifica marcatori
| Giocatore          | PG | G | A  | Pt | +/- | MP |
| ------------------ | -- | - | -- | -- | --- | -- |
| Alexei Yotov       | 5  | 4 | 13 | 17 | +8  | 8  |
| Stanislav Muhachov | 5  | 9 | 5  | 14 | +4  | 10 |
| Tae-An Kwon        | 5  | 7 | 7  | 14 | +11 | 4  |
| Geun Ho Kim        | 5  | 5 | 8  | 13 | +11 | 2  |
| Dong-Hwan Song     | 5  | 7 | 4  | 11 | +6  | 4  |
| Bjorn Nuyts        | 5  | 4 | 7  | 11 | +6  | 4  |
| Won Jung Kim       | 5  | 2 | 9  | 11 | +10 | 0  |
| Ki Sung Kim        | 5  | 6 | 4  | 10 | +1  | 2  |
| Juan Muñoz         | 5  | 5 | 4  | 9  | +5  | 2  |
| Vincent Camelbeeck | 5  | 4 | 5  | 9  | +6  | 2  |

Fonte: IIHF.com

### Classifica portieri
| Giocatore           | Min    | TC  | GS | SO | MGS  | Sv%   |
| ------------------- | ------ | --- | -- | -- | ---- | ----- |
| Bjorn Steijlen      | 249:57 | 137 | 11 | 2  | 2.64 | 91.97 |
| Ho Seung Son        | 182:14 | 56  | 5  | 0  | 1.65 | 91.07 |
| Ander Alcaine       | 240:00 | 132 | 13 | 0  | 3.25 | 90.15 |
| Konstantin Mihaylov | 207:47 | 185 | 23 | 0  | 6.64 | 87.57 |
| Alfonso de Alba     | 214:44 | 144 | 18 | 0  | 5.03 | 87.50 |

Fonte: IIHF.com